# Auskreuzung
Auskreuzen bzw. Auskreuzung bezeichnet die Vererbung einer Eigenschaft aus einer Population oder Abstammungslinie in eine andere. Dies geschieht bei der Kreuzung verschiedener Linien, also einer Befruchtung zwischen einer die betrachtete Eigenschaft besitzenden Linie und einer, der diese Eigenschaft fehlt. Gezieltes Auskreuzen wird in der Zucht eingesetzt, um gewünschte Eigenschaften in Zuchtlinien einzuführen und Inzuchtdepressionen zu vermeiden.
Besondere Aufmerksamkeit hat die Problematik des Auskreuzens veränderter Eigenschaften aus gentechnisch veränderten Organismen, insbesondere Pflanzen, in konventionelle Organismen erregt. Zurzeit ist Auskreuzung bei Raps, Baumwolle und weißem Straußgras nachgewiesen. Da beim Raps und der Baumwolle transgene Pflanzen gefunden wurden, die gleichzeitig Transgene aus unterschiedlichen transgenen Pflanzen enthalten, ist es nach dem Auskreuzen zu einer Neukombination gekommen, die sich über mehrere Generationen entwickelt hat. Diese Befunde zeigen, dass die Maßnahmen, die ein Auskreuzen verhindern sollten und bei Freisetzungsversuchen meist gefordert werden, nicht ausreichen.